# 38. zračnoobrambna artilerijska brigada (ZDA)
38. zračnoobrambna artilerijska brigada (izvirno angleško 38th Air Defense Artillery Brigade) je bila zračnoobrambna artilerijska brigada Kopenske vojske Združenih držav Amerike.